# Clara Rodríguez
Clara Rodríguez (* 1970) ist eine venezolanische Pianistin.
Rodríguez studierte am Conservatorio Nacional de Musica Juan Jose Landaeta und danach mit einem Stipendium des venezolanischen Kultusministeriums am Royal College of Music in London. Zu ihren Lehrern zählten Phyllis Sellick, Guiomar Narváez, Niel Immelman und Paul Badura-Skoda. Sie wirkt als Professorin für Klavier am Royal College of Music. 2002 gründete sie mit in London lebenden lateinamerikanischen Musikern das Ensemble Alma Viva.
Rodríguez’ Repertoire umfasst neben dem klassischen Repertoire vor allem die zeitgenössische lateinamerikanische und spanische Klavierliteratur. Der venezolanische Komponist Federico Ruiz widmete ihr zahlreiche Kompositionen, und sie spielte Uraufführungen von Werken Lawrence Casserleys und Michael Rosas Cobians.

## Diskographie
- Pictures of the plains. The piano music of Moises Moleiro (1904–1979)
- Triptico Tropical. The piano music of Federico Ruiz (b.1948)
- Piano Works. Teresa Carreño (1853–1917)
- Piano Music. Ernesto Lecuona (1895–1963)
- Live at the Bolivar Hall